# California State Fair

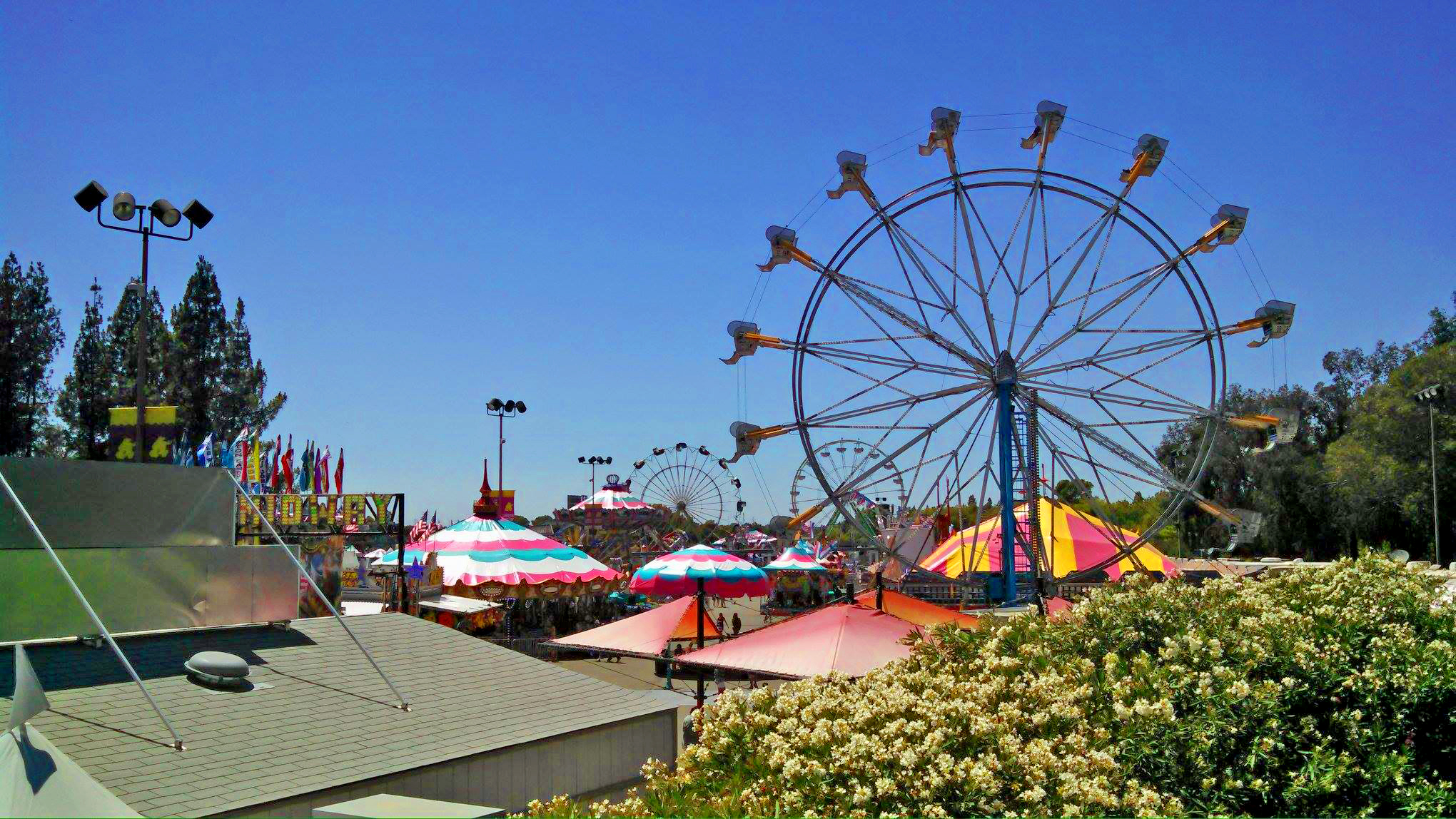
California State Fair (2014)

Die California State Fair ist eine jährliche Veranstaltung, die im Bundesstaat Kalifornien in den Vereinigten Staaten stattfindet. Als eine der größten Industrie- und insbesondere Landwirtschaftsmessen des Bundesstaates zieht sie jedes Jahr hunderttausende von Besuchern an. Die Messe bietet eine Vielzahl von landwirtschaftlichen Ausstellungen, Unterhaltung, Jahrmarktsspaß und kulinarischen Genüssen.

## Geschichte
Die Geschichte der California State Fair reicht bis ins Jahr 1854 zurück. Damals wurde die Messe erstmals als California State Fair and Exposition abgehalten und fand in verschiedenen Städten in Kalifornien statt, bevor sie 1968 ihren dauerhaften Standort im Cal Expo Fairgrounds in Sacramento fand. Unterbrochen wurde die Messetätigkeit nur während des Zweiten Weltkriegs und der COVID-19-Pandemie.
Im Laufe der Jahre hat sich die California State Fair zu einer bedeutenden Veranstaltung entwickelt und spielt eine wichtige Rolle bei der Förderung der Wirtschaft des Bundesstaates Kalifornien. Sie ist auch ein Symbol für Gemeinschaft, Kultur und Unterhaltung in der Region.

## Aktivitäten und Attraktionen
Die California State Fair bietet eine breite Palette von Aktivitäten und Attraktionen, die Besucher jeden Alters ansprechen.

### Landwirtschaftliche Ausstellungen
Die Besucher können Viehshows, Pflanzen- und Gartenbauausstellungen, Wettbewerbe für landwirtschaftliche Produkte und vieles mehr erleben. Die landwirtschaftlichen Ausstellungen bieten einen Einblick in die Vielfalt und Bedeutung der Agrarindustrie in Kalifornien.

### Unterhaltung
Die California State Fair bietet eine Auswahl an Unterhaltungsmöglichkeiten. Es gibt Live-Musik, Konzerte, Tanzvorführungen, Zirkusacts, Stuntshows und andere künstlerische Darbietungen. Namhafte Künstler treten auf den verschiedenen Bühnen der Messe auf und sorgen für ein abwechslungsreiches Unterhaltungsprogramm.

### Jahrmarkt
Ein weiteres Highlight der California State Fair ist der Jahrmarkt, der mit aufregenden Fahrgeschäften, Spielen, Karussells und Jahrmarktssnacks aufwartet. Besucher können Achterbahnen fahren, Jahrmarktspiele spielen und traditionelle Leckereien wie gebrannte Mandeln, Zuckerwatte und Corn Dogs probieren.

### Kulinarische Genüsse
Die Messe ist auch für ihre vielfältigen kulinarischen Köstlichkeiten bekannt. Besucher können eine breite Palette von Speisen und Getränken genießen, die die kulinarische Vielfalt Kaliforniens widerspiegeln.

## Bedeutung und Einfluss
Die California State Fair hat eine wichtige Bedeutung für die Landwirtschaft, Wirtschaft und Kultur Kaliforniens. Sie bietet eine Plattform für landwirtschaftliche Betriebe, um ihre Produkte zu präsentieren und das Bewusstsein für die landwirtschaftliche Vielfalt und Innovation in Kalifornien zu schärfen.
Darüber hinaus trägt die Messe zur Förderung des Tourismus bei und stärkt die Wirtschaft der Region durch die Schaffung von Arbeitsplätzen und die Unterstützung lokaler Unternehmen. Die California State Fair fördert auch den Zusammenhalt und das Gemeinschaftsgefühl, indem sie Menschen aus verschiedenen Teilen des Bundesstaates zusammenbringt. Die California State Fair hat jährlich 0,6 Mio. Besucher.
Ein Monorail-System dient dem Personentransport.